# Wachstedt
Wachstedt település Németországban, azon belül Türingiában. Lakosainak száma 453 fő (2023. december 31.). Wachstedt Großbartloff és Schimberg községekkel határos.

## Népesség
A település népességének változása:
| Lakosok száma | 477  | 466  | 456  | 447  | 453  |
|               | 2017 | 2019 | 2021 | 2022 | 2023 |